# Ліхарев Ілля Михайлович
Ілля Михайлович Ліхарев (1917—2003) — радянський зоолог, малаколог, професор, доктор біологічних наук. Протягом тривалого часу — найбільший і найвпливовіший фахівець з наземних молюсків та їх систематики у СРСР. Впродовж 1946—1994 років працював у Зоологічному інституті АН СРСР. Автор першого у Східній Європі та північній Азії визначника, що охоплював усі групи наземних молюсків — «Наземные моллюски фауны СССР» (1952), а також двох монографій у серії «Фауна СССР» (1962, 1980) та однієї у серії «Фауна на България» (1975).

## Найважливіші монографії
- Лихарев И. М., Раммельмейер Е. С. Наземные моллюски фауны СССР [Архівовано 28 вересня 2020 у Wayback Machine.]. — Москва-Ленинград: Изд-во АН СССР, 1952. — 512 с.
- Лихарев И. М. Фауна СССР. Моллюски. Том. 3. Выпуск 4: Клаузилииды (Clausiliidae) [Архівовано 16 березня 2017 у Wayback Machine.]. — Москва-Ленинград: Изд-во АН СССР, 1962. — 318 с.
- Дамянов С. Г., Лихарев И. М. Фауна на България. Сухоземни охлюви (Gastropoda terrestria) [Архівовано 14 серпня 2020 у Wayback Machine.]. — София, 1975. — Т. 4. — 425 с.
- Лихарев И. М., Виктор А. Й. Фауна СССР. Моллюски. Том. 3. Выпуск 5: Слизни фауны СССР и сопредельных стран (Gastropoda terrestria nuda) [Архівовано 8 вересня 2013 у Wayback Machine.]. — Москва: Наука, 1980. — 438 с.
- Лихарев И. М., Шапиро А. С. Слизни — вредители сельского хозяйства Нечерноземной зоны [Архівовано 4 серпня 2020 у Wayback Machine.]. — Ленинград: Наука, 1987. — 190 с.